# Cicada
Cicada is een geslacht van cicaden uit de familie van de zangcicaden (Cicadidae).

## Soorten
- Cicada barbara  (Stal, 1866)
- Cicada mordoganensis Boulard, 1979
- Cicada orni Linnaeus, 1758 – Mannacicade of Kraakcicade